# Ningú Sense Sostre
Ningú Sense Sostre és una associació sense ànim de lucre creada el 2013 a Sabadell per 10 fundadors i 40 socis per facilitar habitatge a persones que en necessiten.
L'associació va començar a treballar el 2009 com a conseqüència de la inquietud familiar d'una família, tot i que el projecte no va ser encara una realitat fins al març del 2013, gràcies a altres persones particulars. A més de cobrir les necessitats d'acolliment nocturn de les persones sense sostre de Sabadell, albergar-les, acompanyar-les i recuperar la seva vida –tant des del punt de vista de salut mental i física com des del punt de vista relacional–, ja que es troba amenaçada, a fi d'assolir que es reinsereixin socialment i laboral.
En els primers cinc anys el projecte va atendre 75 persones, 14 de les quals s'havien reinserit a la societat. El 2018 van perdre un dels quatre habitatges que tenien, el del carrer de Manso, i mantenien dos pisos a la Creu Alta i un habitatge als Merinals.
Aviat van poder continuar l'activitat amb una nova casa al carrer Molins de Rei. El 2019 l'entitat va iniciar un projecte pilot per atendre també dones amb fills que viuen al carrer amb un pis específic per aquest col·lectiu. El desembre del 2019 havien passat 113 persones pel projecte i 20 havien aconseguit independitzar-se.
El 2020 l'exposició Calidoscopi es va acomiadar després de 30 anys recaptant diners pel projecte.